# Quaestus recordationis
Quaestus recordationis es una especie de escarabajo del género Quaestus, familia Leiodidae. Fue descrita por Salgado en 1983.

## Distribución
Se encuentra en España.